# لوکا تنکاتی

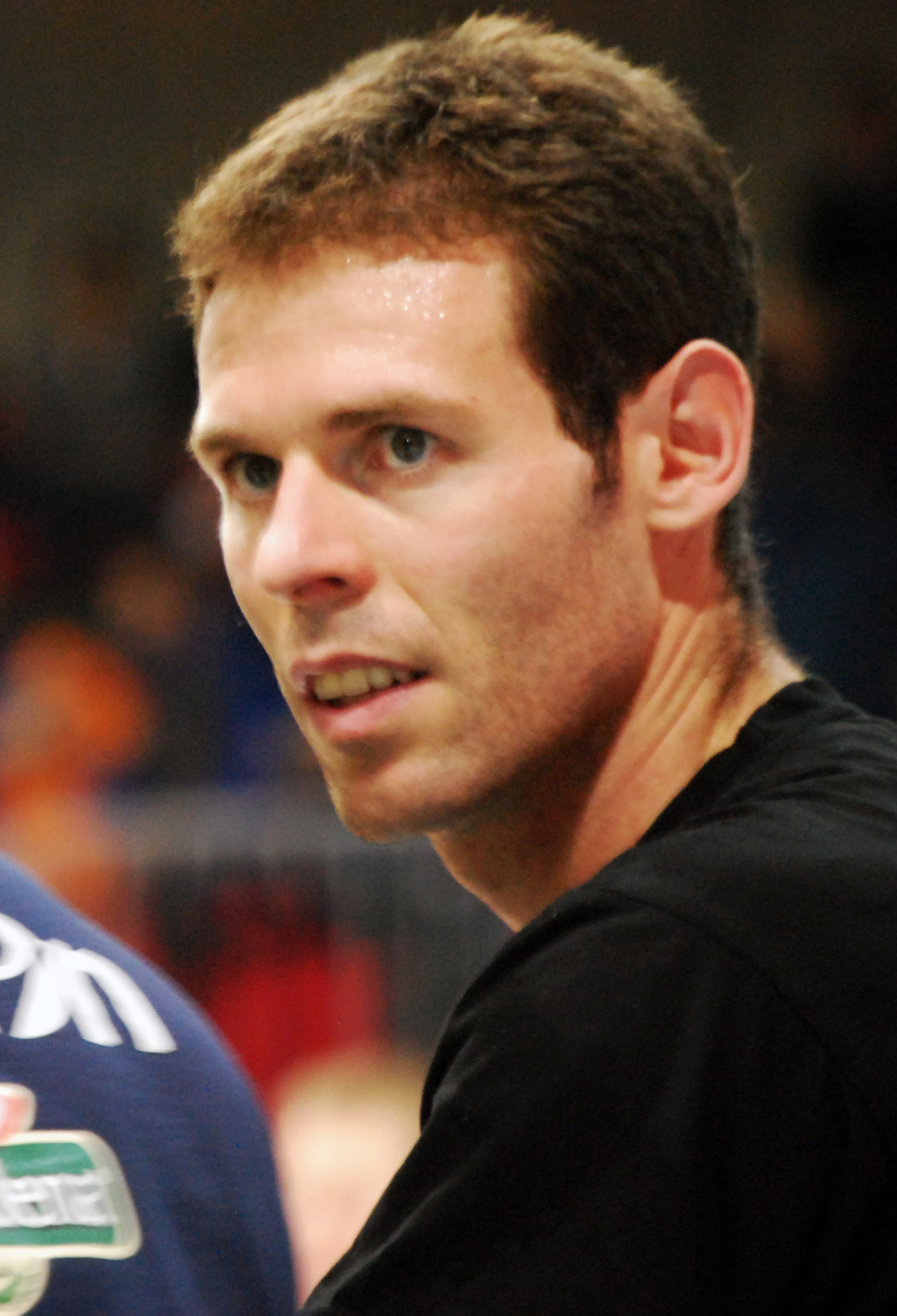
در سال ۲۰۱۲

لوکا تنکاتی (انگلیسی: Luca Tencati زاده ۱۶ مارس ۱۹۷۹ در کرمونا) بازیکن والیبال اهل ایتالیا؛ عضو سابق تیم ملی والیبال ایتالیا و فعلی باشگاه کوپرا پیاچنزا است.
شش قهرمانی سری آ والیبال ایتالیا و پنج قهرمانی جام حذفی ایتالیا و یک قهرمانی لیگ قهرمانان اروپا از دست‌آوردهای او در رده باشگاهی و مدال نقره لیگ جهانی ۲۰۰۳ از دست‌آوردهای او در رده ملی به حساب می‌آید.